# Callipallene bullata
Callipallene bullata är en havsspindelart som beskrevs av Nakamura, K. och C.A. Child 1991. Callipallene bullata ingår i släktet Callipallene och familjen Callipallenidae. Inga underarter finns listade.